# Yanchep
Yanchep är en förort till Perth i Australien. Den ligger i kommunen Wanneroo och delstaten Western Australia, omkring 50 kilometer nordväst om centrala Perth. Antalet invånare är 2 481.
Närmaste större samhälle är Butler, omkring 13 kilometer sydost om Yanchep. 
Trakten runt Yanchep består till största delen av jordbruksmark. Runt Yanchep är det ganska tätbefolkat, med 100 invånare per kvadratkilometer. Genomsnittlig årsnederbörd är 820 millimeter. Den regnigaste månaden är juli, med i genomsnitt 142 mm nederbörd, och den torraste är januari, med 11 mm nederbörd.